# Secretaris-generaal van de Communistische Partij van China
De secretaris-generaal van de Communistische Partij van China (Chinees: 中国共产党中央委员会总书记) is secretaris-generaal of leider van de Communistische Partij van China. De functiehouder is een permanent lid van het Politbureau en hoofd van het Secretariaat. De ambtsdrager wordt meestal beschouwd als de "belangrijkste leider" van China.
Volgens de interne regels van de partij fungeert de secretaris-generaal als een ex officio lid van het Permanent Comité van het Politbureau van de Communistische Partij van China, China's de facto toporgaan in de besluitvorming. Sinds 1989 is de houder van de functie, met uitzondering van overgangsperioden, de voorzitter van de Centrale Militaire Commissie, waardoor de houder de opperbevelhebber van het Volksbevrijdingsleger is. De secretaris-generaal wordt nominaal gekozen door het Centraal Comité. In de praktijk is de feitelijke methode voor de selectie van de secretaris-generaal in de loop der tijd variabel. De twee meest recente secretarissen-generaal, Hu Jintao en Xi Jinping, werden eerst verheven tot de positie van eerste secretaris van het Secretariaat in hetzelfde proces dat wordt gebruikt om het lidmaatschap en de rollen van het Permanent Comité van het Politbureau te selecteren. In het kader van dit informele proces is gebruikelijk dat de eerste secretaris de aftredende secretaris-generaal opvolgt als onderdeel van een generatieleiderschapstransitie.
De huidige secretaris-generaal is Xi Jinping, die op 15 november 2012 aantrad en zowel in 2017 als in 2022 werd herkozen.

## Bevoegdheden en positie
Sinds de afschaffing van de functie van voorzitter van de Communistische Partij van China door het 12de Centraal Comité in 1982 is de secretaris-generaal de hoogste ambtenaar van de partij en staat de functiehouder aan het hoofd van het Secretariaat en het Permanent Comité van het Politbureau.
Sinds de heropleving in 1982 van de post van secretaris-generaal is dit de jure tevens een regeringspositie, het belangrijkste mandaat in de Volksrepubliek China, hoewel het niet de facto de belangrijkste post was tot Deng Xiaoping's pensionering in 1990. Aangezien China een eenpartijstaat is, heeft de secretaris-generaal de ultieme macht en gezag over staat en overheid, en wordt hij meestal beschouwd als de "belangrijkste leider" van China. Nochtans, hebben de meeste functionarissen die de post hebben bekleed tot het aantreden van Xi Jinping veel minder macht dan Voorzitter Mao Zedong vroeger had. Sinds het midden van de jaren negentig bekleedt de secretaris-generaal tevens de functie van president van de Volksrepubliek China. Hoewel het presidentschap nominaal een ceremoniële functie is, is het gebruikelijk dat de secretaris-generaal het presidentschap op zich neemt om zijn status als de jure staatshoofd te bevestigen.
Sinds de verkiezing van Xi Jinping, zijn twee nieuwe organen van de Communistische Partij, de Nationale Commissie van de Veiligheid en de Centrale Leidende Groep voor Uitvoerig Verdiepende Hervormingen geïnstalleerd. Deze organen werden belast met de vaststelling van de algemene beleidsrichting voor de nationale veiligheid en de agenda voor economische hervormingen. Beide organen worden geleid door de secretaris-generaal, waardoor de macht van de secretaris-generaal geconcentreerder is geworden, en duidelijk zichtbaar de politieke macht van de "belangrijkste leider" meer uitgesproken is dan ooit te voren sinds Mao.

## Secretarissen-generaal van de CPC
| #Leider | Portret | Naam (geboorte-overlijden)     | Start ambt       | Einde ambt       | Duur leiderschap     | Centraal Comité                           |
| ------- | ------- | ------------------------------ | ---------------- | ---------------- | -------------------- | ----------------------------------------- |
| 7       |         | Hu Yaobang 胡耀邦 (1915–1989)  | 29 juni 1981     | 15 januari 1987  | 5 jaar en 201 dagen  | 11e (1977–82) 12e (1982–87)               |
| 8       |         | Zhao Ziyang 赵紫阳 (1919–2005) | 16 januari 1987  | 24 juni 1989     | 2 jaar en 160 dagen  | 12e (1982–87) 13e (1987–92)               |
| 9       |         | Jiang Zemin 江泽民 (1926–2022) | 24 juni 1989     | 15 november 2002 | 13 jaar en 145 dagen | 13e (1987–92) 14e (1992–97) 15e (1997–02) |
| 10      |         | Hu Jintao 胡锦涛 (1942)        | 15 november 2002 | 15 november 2012 | 10 jaar en 1 dag     | 16e (2002–07) 17e (2007–12)               |
| 11      |         | Xi Jinping 习近平 (1953)       | 15 november 2012 | in functie       | in functie           | 18e (2012–17) 19e (2017–22) 20e (2022–27) |